# Kévin Guitoun Van Den Kerkhof
Pour les articles homonymes, voir Van Den Kerkhof.
Kévin Van Den Kerkhof, appelé Kévin Guitoun en Algérie,, né le 14 mars 1996 à Maubeuge (Nord), est un footballeur international algérien, qui évolue au poste d'arrière droit au Charleroi SC, en prêt du FC Metz.

## Biographie

### En club
Né d'un père algérien originaire de la ville de Biskra (Algérie) et d'une mère française, Kévin Van Den Kerkhof commence le football à quelques kilomètres de sa ville natale, à l'US Maubeuge. Il est ensuite repéré par le Valenciennes FC et rejoint son centre de formation à l'âge de 14 ans. Il n'est pas conservé par le club en raison de sa petite taille et rejoint l'AS Aulnoye l'année suivante. Il se fait remarquer lors de la coupe Gambardella 2015, et est convoité par plusieurs clubs professionnels tels que l'AC Ajaccio, le Valenciennes FC ou le FC Lorient.  
Il décide finalement de rejoindre le FC Lorient, où il est destiné à jouer avec l'équipe réserve. Il se blesse rapidement au quadriceps et ne parvient pas à enchaîner les matchs lors de son retour de blessure. Il ne joue que quatre rencontres et retourne dans son club d'origine (qui a changé de nom entre temps), l'Entente Feignies-Aulnoye.       
Il reste une saison dans le Nord avant de rejoindre la quatrième division belge et l'UR La Louvière. Titulaire et souvent buteur avec son nouveau club, il remporte le championnat lors de sa deuxième saison en Belgique et signe à l'Olympic Charleroi, en troisième division. À nouveau performant, il est transféré au Luxembourg, au F91 Dudelange.  
Titulaire indiscutable à Dudelange, Van Den Kerkhof réalise une première saison avec neuf buts et cinq passes décisives au compteur. Il confirme l'année suivante, en terminant l'exercice avec onze buts et dix passes décisives. Sur le plan collectif, le club remporte son seizième titre de champion du Luxembourg et participe aux barrages de la Ligue Europa Conférence.    
Le 21 juin 2022, il s'engage pour trois saisons avec le SC Bastia, en Ligue 2. Il apparaît rapidement comme un élément essentiel du système de Régis Brouard, et se fait notamment remarquer en inscrivant un coup franc direct à la dernière minute face aux Girondins de Bordeaux (1-1).
Après avoir débuté la saison 2023-2024 en Ligue 2 avec le SC Bastia, il s'engage le 31 août 2023 avec le FC Metz avec lequel il découvre la Ligue 1

### Carrière internationale
Le 17 mars 2023, il est convoqué pour la première fois avec l'équipe nationale d'Algérie par le sélectionneur Djamel Belmadi. Il honore sa première sélection avec l'Algérie le 27 mars 2023 contre le Niger. Il est titulaire et son équipe s'impose (1-0). Le 29 décembre 2023, il est retenu dans la liste des vingt-sept joueurs algériens sélectionnés par Djamel Belmadi pour disputer la Coupe d'Afrique des nations 2023.

## Vie privée
En 2024, il est en couple avec l'ex candidate de téléréalité, Sarah Fraisou. Elle le quitte en novembre 2024, pour cause de tromperie.

## Statistiques

### En club
| Saison                | Club                     | Championnat           | Championnat | Championnat | Championnat | Coupe(s) nationale(s) | Coupe(s) nationale(s) | Coupe(s) nationale(s) | Compétition(s) continentale(s) | Compétition(s) continentale(s) | Compétition(s) continentale(s) | Compétition(s) continentale(s) | Barrages | Barrages | Barrages | Total | Total | Total |
| Saison                | Club                     | Division              | M.          | B.          | P.d.        | M.                    | B.                    | P.d.                  | Comp.                          | M.                             | B.                             | P.d.                           | M.       | B.       | P.d.     | M.    | B.    | P.d.  |
| 2014-2015             | AS Aulnoye               | CFA 2                 | 6           | 0           | 0           | -                     | -                     | -                     | -                              | -                              | -                              | -                              | -        | -        | -        | 6     | 0     | 0     |
| 2015-2016             | FC Lorient rés.          | CFA                   | 4           | 0           | 0           | -                     | -                     | -                     | -                              | -                              | -                              | -                              | -        | -        | -        | 4     | 0     | 0     |
| 2016-2017             | Entente Feignies-Aulnoye | CFA 2                 | 20          | 0           | 0           | -                     | -                     | -                     | -                              | -                              | -                              | -                              | -        | -        | -        | 20    | 0     | 0     |
| 2017-2018             | UR La Louvière           | Division 2 Amateur    | 27          | 3           | 0           | 3                     | 1                     | 0                     | -                              | -                              | -                              | -                              | 1        | 0        | 0        | 31    | 4     | 0     |
| 2018-2019             | UR La Louvière           | Division 2 Amateur    | 23          | 5           | 0           | 2                     | 0                     | 0                     | -                              | -                              | -                              | -                              | -        | -        | -        | 25    | 5     | 0     |
| Sous-total            | Sous-total               | Sous-total            | 55          | 12          | 0           | 4                     | 2                     | 0                     | -                              | -                              | -                              | -                              | 1        | 0        | 0        | 60    | 14    | 0     |
| 2019-2020             | Olympic Charleroi        | Division 1 Amateur    | 23          | 5           | 0           | 2                     | 0                     | 0                     | -                              | -                              | -                              | -                              | -        | -        | -        | 25    | 5     | 0     |
| 2020-2021             | F91 Dudelange            | Division Nationale    | 30          | 9           | 5           | -                     | -                     | -                     | -                              | -                              | -                              | -                              | -        | -        | -        | 30    | 9     | 5     |
| 2021-2022             | F91 Dudelange            | Division Nationale    | 29          | 7           | 9           | 5                     | 4                     | 1                     | C4                             | 2                              | 0                              | 0                              | -        | -        | -        | 36    | 11    | 10    |
| Sous-total            | Sous-total               | Sous-total            | 59          | 16          | 14          | 5                     | 4                     | 1                     | -                              | 2                              | 0                              | 0                              | -        | -        | -        | 66    | 20    | 15    |
| 2022-2023             | SC Bastia                | Ligue 2               | 38          | 5           | 7           | 4                     | 0                     | 1                     | -                              | -                              | -                              | -                              | -        | -        | -        | 42    | 5     | 8     |
| 2023-2024             | SC Bastia                | Ligue 2               | 3           | 0           | 1           | -                     | -                     | -                     | -                              | -                              | -                              | -                              | -        | -        | -        | 3     | 0     | 1     |
| Sous-total            | Sous-total               | Sous-total            | 41          | 5           | 8           | 4                     | 0                     | 1                     | -                              | -                              | -                              | -                              | -        | -        | -        | 45    | 5     | 9     |
| 2023-2024             | FC Metz                  | Ligue 1               | 29          | 1           | 2           | -                     | -                     | -                     | -                              | -                              | -                              | -                              | 2        | 0        | 0        | 31    | 1     | 2     |
| 2024-2025             | FC Metz                  | Ligue 2               | 15          | 2           | 3           | 1                     | 0                     | 0                     | -                              | -                              | -                              | -                              | 2        | 0        | 0        | 18    | 2     | 3     |
| Sous-total            | Sous-total               | Sous-total            | 44          | 3           | 5           | 1                     | 0                     | 0                     | -                              | -                              | -                              | -                              | 4        | 0        | 0        | 49    | 3     | 5     |
| 2025-2026             | Charleroi SC (prêt)      | Division 1A           | -           | -           | -           | -                     | -                     | -                     | -                              | -                              | -                              | -                              | -        | -        | -        | 0     | 0     | 0     |
| Total sur la carrière | Total sur la carrière    | Total sur la carrière | 252         | 41          | 27          | 16                    | 6                     | 2                     | -                              | 2                              | 0                              | 0                              | 5        | 0        | 0        | 275   | 47    | 29    |

### En sélection nationale
| Saison                | Sélection             | Phases finales        | Phases finales | Phases finales | Phases finales | Éliminatoires CDM | Éliminatoires CDM | Éliminatoires CDM | Éliminatoires CAN | Éliminatoires CAN | Éliminatoires CAN | Matchs amicaux | Matchs amicaux | Matchs amicaux | Total | Total | Total |
| Saison                | Sélection             | Compétition           | M              | B              | Pd             | M                 | B                 | Pd                | M                 | B                 | Pd                | M              | B              | Pd             | M     | B     | Pd    |
| --------------------- | --------------------- | --------------------- | -------------- | -------------- | -------------- | ----------------- | ----------------- | ----------------- | ----------------- | ----------------- | ----------------- | -------------- | -------------- | -------------- | ----- | ----- | ----- |
| 2022-2023             | Algérie               | -                     | -              | -              | -              | -                 | -                 | -                 | 1                 | 0                 | 0                 | 1              | 0              | 0              | 2     | 0     | 0     |
| 2023-2024             | Algérie               | CAN 2023              | 2              | 0              | 0              | 2                 | 0                 | 0                 | 1                 | 0                 | 0                 | 3              | 0              | 0              | 8     | 0     | 0     |
| Total sur la carrière | Total sur la carrière | Total sur la carrière | 2              | 0              | 0              | 2                 | 0                 | 0                 | 2                 | 0                 | 0                 | 4              | 0              | 0              | 10    | 0     | 0     |

### Matchs internationaux
Le tableau suivant liste les rencontres de l'équipe d'Algérie dans lesquelles Kevin Van Den Kerkhof a été sélectionné depuis le 27 mars 2023 jusqu'à présent.

## Palmarès

### Palmarès en club
| F91 Dudelange (1)                                                                                                |
| --- |
| - Division Nationale (1): - Vainqueur en 2022 - Vice-champion en 2021 - Coupe du Luxembourg: - Finaliste en 2022 |

## Distinctions personnelles
- Membre de l'équipe type de Ligue 2 aux Trophées UNFP du football 2023[16]
- Élu meilleur joueur du mois du FC Metz en novembre 2023 [17]  , décembre 2023[18]